# Vindafjord
Vindafjord is een gemeente in de Noorse provincie Rogaland. De gemeente telde 8828 inwoners in januari 2017. Met ingang van 2006 werd de gemeente Ølen, die deel uitmaakte van fylke Hordaland bij Vindafjord gevoegd.

## Plaatsen in de gemeente
- Imsland
- Sandeid
- Skjold
- Vikedal
- Ølensvåg
- Ølen

Bjerkreim · Bokn · Eigersund · Gjesdal · Hå · Haugesund · Hjelmeland · Karmøy · Klepp · Kvitsøy · Lund · Randaberg · Sandnes · Sauda · Sokndal · Sola · Stavanger · Strand · Suldal · Time · Tysvær · Utsira · Vindafjord

Fylker van Noorwegen